# Glen Coe
Glen Coe (gälisch Gleann Comhann) ist ein Tal (glen) in den schottischen Highlands. Es liegt in der Council Area Highland und gehörte zuvor teilweise zur traditionellen Grafschaft Argyll. Einziges Dorf am Talausgang ist Glencoe, das nächstgelegene Unterzentrum ist Ballachulish. Der Fluss Coe mündet hier in die Meeresbucht Loch Leven, einen Seitenarm des Loch Linnhe. Der Glen Coe ist ein beliebtes Wander- und Skigebiet für Touristen. Ausgangspunkt für Besuche ist oft das nahegelegene Fort William, verbunden mit dem Glen Coe über die A82.

## Geologie
Das Glen Coe besteht aus vulkanischem Gestein aus dem Devon.
Die heutige Form der Berge wurde größtenteils durch die starke Vergletscherung Schottlands während der Eiszeiten geschaffen. Das Tal liegt zwischen hohen, steilen Bergrücken und wird vom River Coe durchflossen, in den viele kleine Bäche münden, die in Wasserfällen von den Bergen herabkommen. Nördlich trennt das langgestreckte Massiv des Aonach Eagach Glen Coe vom benachbarten Loch Leven. Auf der Südseite ragen die markanten Felsen der Three Sisters of Glen Coe auf, sie gehören zum Massiv des 1150 Meter hohen Bidean nam Bian. Der obere Eingang des Tals wird von der pyramidenförmigen Nordostwand des Buachaille Etive Mòr beherrscht. Zwischen beiden Massiven liegt etwas zurückgesetzt der Buachaille Etive Beag. Oberhalb des Taleingangs liegt östlich die weite Hochebene von Rannoch Moor. Den Taleingang von Westen her zeigt die markante, abgerundete Spitze des Pap of Glencoe an.

## Geschichte
Der schottische Schriftsteller James Macpherson schrieb in seiner angeblich von ihm entdeckten, in Wirklichkeit jedoch gefälschten Erzählung Ossian über die erfundene Figur Fingal, den er mit dem irischen Sagenhelden und Fianna-Anführer Fionn mac Cumhaill gleichsetzte. Der Schriftsteller nennt das Tal Glen Coe Fingals Heimat, und dies ist in einer Reihe von Ortsnamen erhalten geblieben, so zum Beispiel der Sgorr nam Fiannaidh (Spitze von Fingals Kriegern). An den Dichter Ossian, in der irischen Mythologie Oisín, bei Macpherson Fingals Sohn, nach dem der gefälschte Roman benannt ist, erinnert der Name der Höhle über dem Loch Achtriochtan. Fingal wird in Macphersons Fiktion der Sieg über die Wikinger unter König Erragon von Sora zugeschrieben. Der Einfluss der Wikinger nahm im elften Jahrhundert wieder zu, als Glen Coe in den Besitz des mächtigen Clan MacDougall überging. Dieser Clan beanspruchte das Tal bis 1308, als er vom späteren schottischen König Robert the Bruce geschlagen wurde. 
Danach ging es inklusive der umliegenden Berge an Angus Og den Anführer des Clan MacDonald, der an der Seite von Robert gekämpft hatte. Angus überließ es anschließend seinem unehelichen Sohn Iain Fraoch, der den glücklosen Clan Maclain Abrach von Glencoe gründete.
Um 1500 begannen die ärmeren Highland-Clans wie die MacDonalds, sich als Viehdiebe gegen die reicheren Lowland-Clans zu verdingen. Dabei entstand auch eine Rivalität zwischen den MacDonalds und den Campbells, die ebenfalls unter Robert the Bruce gekämpft hatten, jedoch den Glen Lyon bei Perth erhalten hatten. Durch ihre über Jahrzehnte durchgeführten Raubüberfälle wurde der Glen Coe-Clan schließlich bei seinen Nachbarn sehr unbeliebt. 
Am 27. August 1691 begannen weitreichende Ereignisse, als König Wilhelm III. in London eine Begnadigung für alle Highland-Clans anbot, die gegen ihn gekämpft oder ihre Nachbarn drangsaliert hatten. Bedingung war allerdings, dass sie bis zum 1. Januar 1692 vor einem Richter ihm gegenüber den Treueeid ablegen mussten. Wer sich weigerte, dem drohte die Todesstrafe. Der Clan MacDonald, hier vertreten durch den Chief aus dem Clan Maclain von Glencoe, stimmte nur widerwillig zu, diesen Eid abzulegen. Maclain begab sich aber irrtümlich nach Inverlochy bei Fort William anstatt nach Inveraray am Loch Fyne. Daher erreichte er Inveraray erst am 6. Januar nach Ablauf der Frist. Somit wurde seinem Clan keine Begnadigung gewährt, und 1692 richteten königliche Soldaten unter dem Befehl von Captain Robert Campbell of Glenlyon das Massaker von Glencoe an, bei dem mindestens 38 Talbewohner ums Leben kamen. Seither ist das Tal in Schottland auch unter der Bezeichnung „Tal Der Tränen“ bekannt. 
Nach diesem Ereignis, das für viele Schotten den Tiefpunkt der Geschichte des Clans MacDonald darstellt, normalisierte sich das Verhältnis der überlebenden MacIans zu den anderen Clans wieder.

## Sonstiges
Mehrere bekannte Filme wurden im Glen Coe oder in der Nähe gedreht, unter anderem Highlander – Es kann nur einen geben, Braveheart, Rob Roy, James Bond 007: Skyfall und Harry Potter und der Gefangene von Askaban.
Der überwiegende Teil von Glen Coe befindet sich nun im Besitz des National Trust for Scotland. Das Land wurde vom Bergsteiger und Philanthropen Percy Unna aufgekauft, der es dem Trust mit der Bedingung anvertraute, dass die wilde Natur des Landes geschützt und erhalten wird. Der Bau eines Besucherzentrums verursachte einige Kontroversen, weil manch einer darin einen Verstoß gegen diese Auflage sah. Das ursprüngliche Zentrum wurde daher später wieder geschlossen und ein neues am Eingang des Tales errichtet. In diesem Besucherzentrum erhält man Auskünfte über die natürlichen Gegebenheiten, Wandermöglichkeiten und die historische Bedeutung der Schlucht.
Der letzte Bereich des Glen Coe, der sich im Besitz der MacDonalds befand, war die Gegend um Invercoe. Im Jahre 1894 kaufte Donald Smith, 1. Baron Strathcona and Mount Royal, dieses Gebiet und baute die stattliche Villa Mount Royal. Im Jahr 2002 erwarb Alistair MacDonald von Glencoe bei einer Veräußerung in letzter Minute die restlichen Ländereien von den Nachfahren von Lord Strathcona. Alistair richtete daraufhin mit Geldern von sechs Spendern den Glencoe Heritage Trust, eine gemeinnützige Stiftung, ein, um das Erbe von Glen Coe zu erhalten.
Das nach dem Tal benannte, 1956 als erstes Skigebiet Schottlands eröffnete Glencoe Mountain Resort liegt nicht im Tal, sondern einige Kilometer östlich des Tales am Nordhang des Meall a’ Bhùiridh, südlich von Kingshouse Hotel.
2019 wurde Glen Coe von rund 432.000 Personen besucht. 2024 betrug die Besucherzahl etwa 360.000 Personen.

Bildergalerie
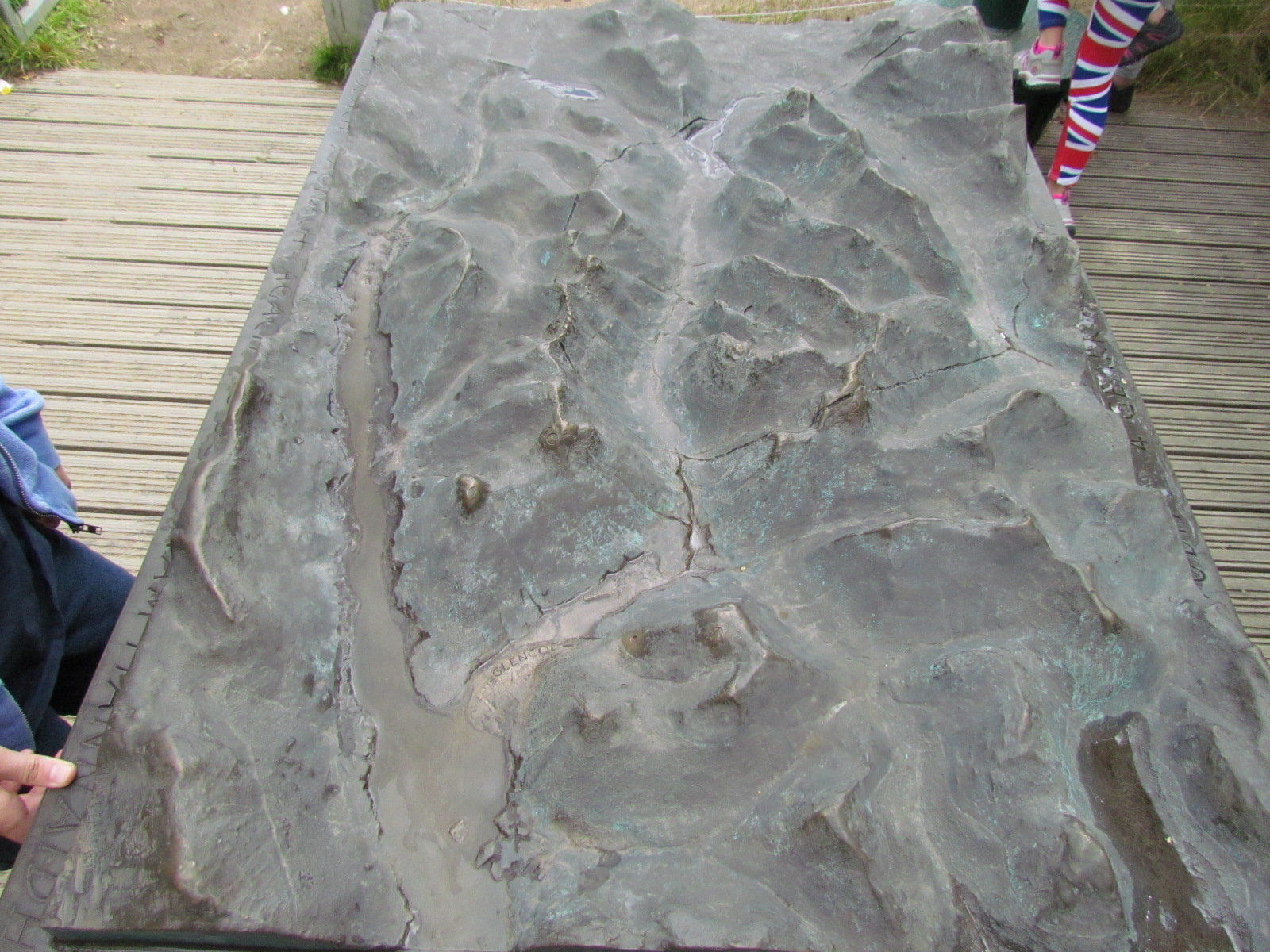
Modell von Glen Coe
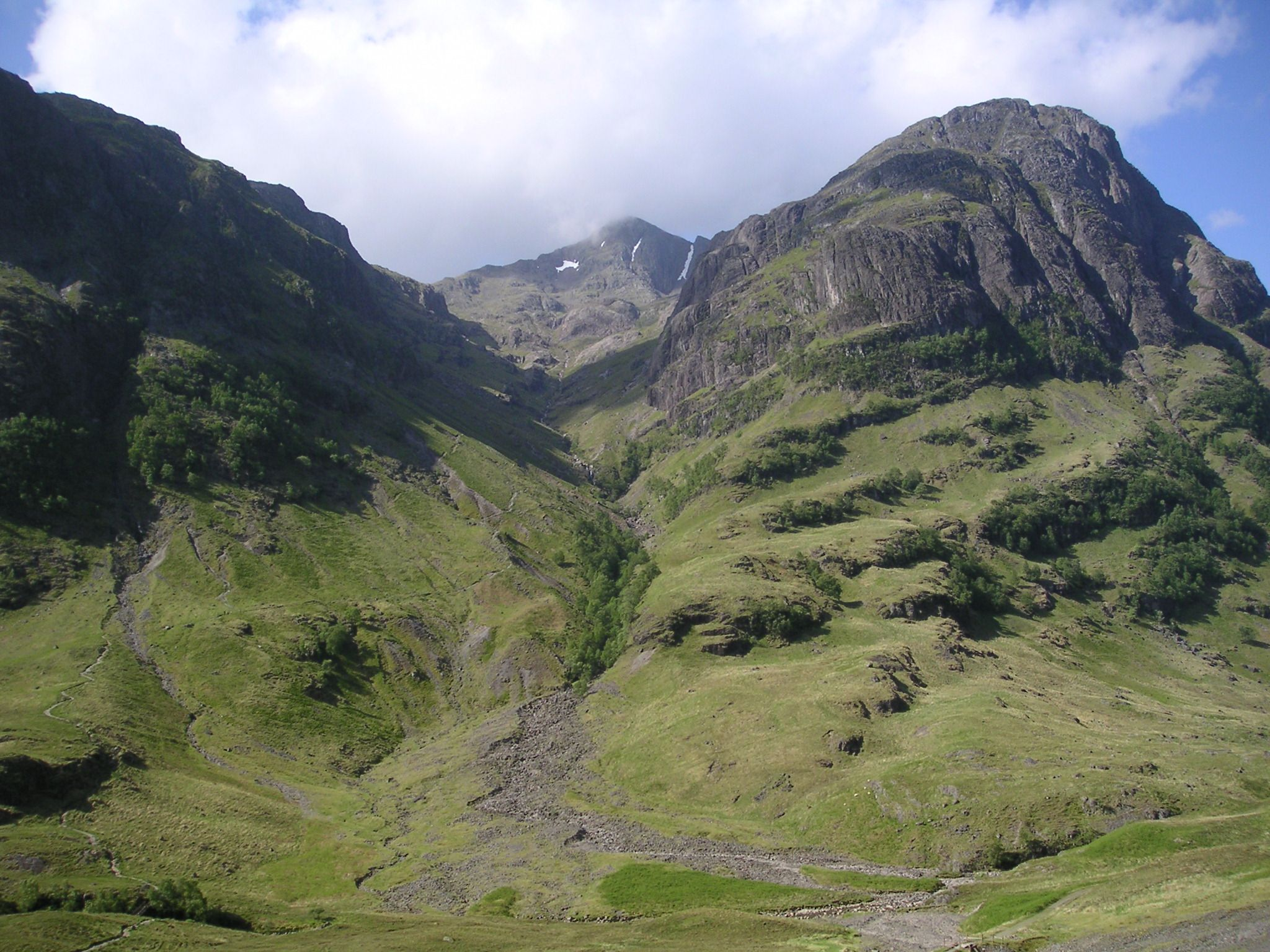
Glen Coe
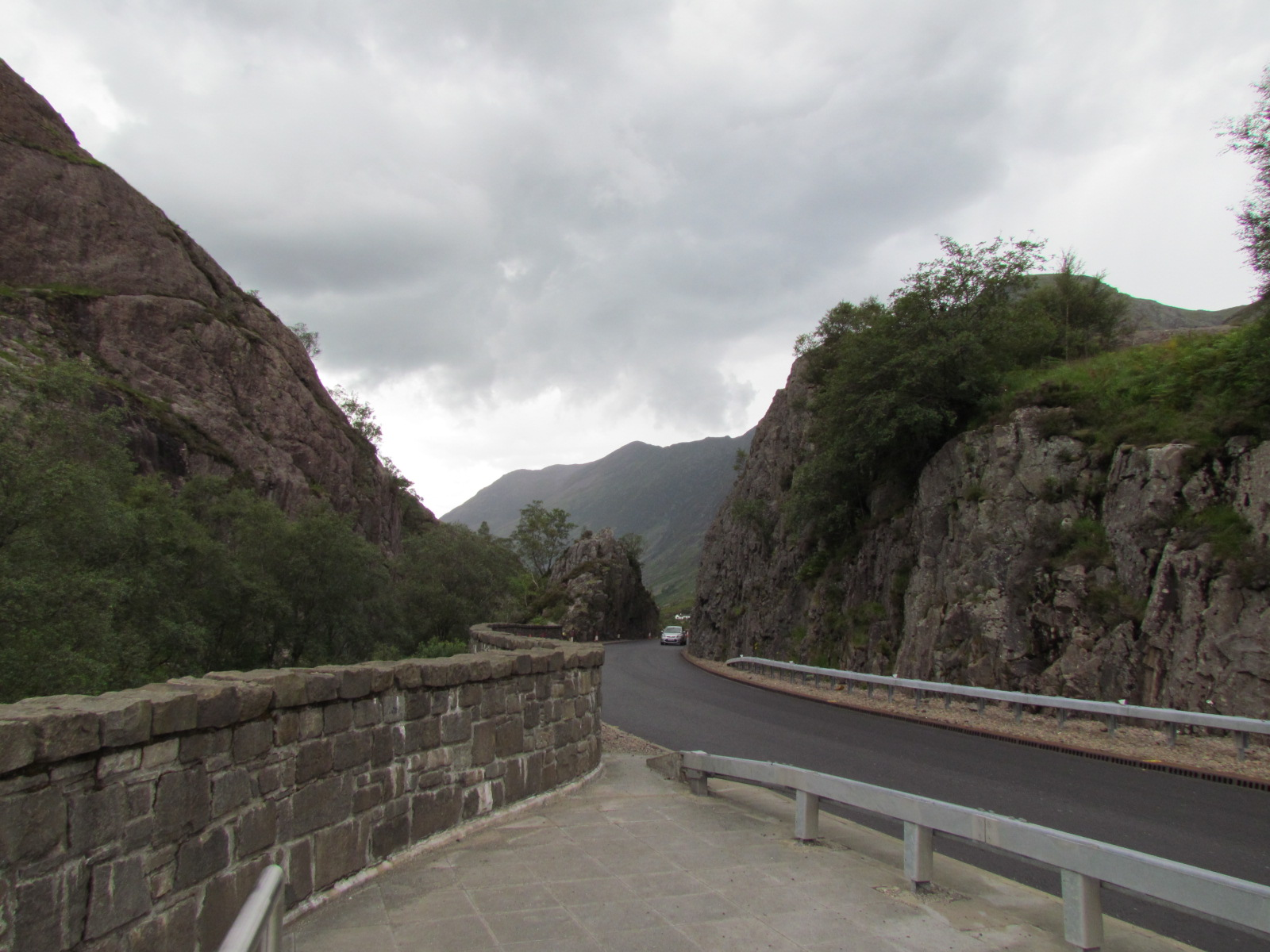
Die A82 im Tal
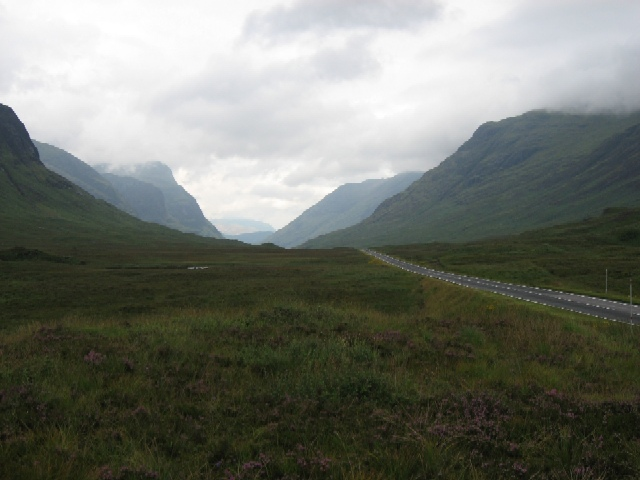
Die A82 im Glen Coe
Panorama des Glen Coe vom West Highland Way gesehen